# Doolittlův nálet

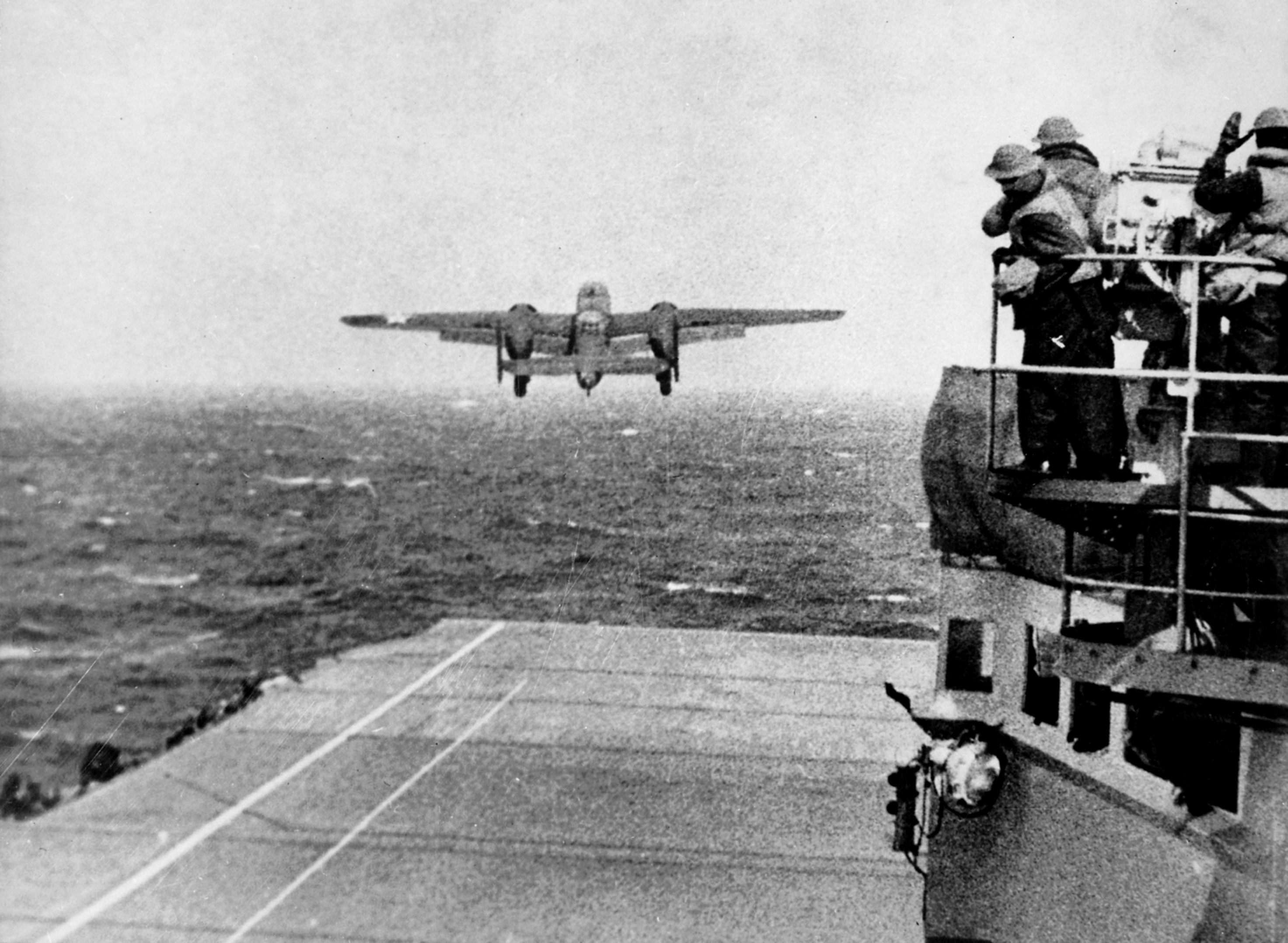
Jedno z Doolitlových letadel startující na nálet z letadlové lodi USS Hornet

Doolittlův nálet (anglicky Doolittle Raid) bylo první bombardování státního území Japonska armádním letectvem Spojených států amerických během druhé světové války, které proběhlo dne 18. dubna 1942.
Nálet byl proveden šestnácti armádními bombardéry B-25B ze 17BG, které vzlétly z letadlové lodi USS Hornet, bombardovaly Tokio a další města a pokusily se přistát v Číně. Celá akce byla naplánována a vedena podplukovníkem Jimmy Doolittlem, v té době již známým civilním letcem a leteckým inženýrem.
Nálet byl odvetou za japonský útok na Pearl Harbor ze 7. prosince 1941. Jeho vojenský účinek byl zanedbatelný, ovšem měl velký morální a psychologický význam: Japonci byli ohromeni zjištěním, že domácí půda Japonska není bezpečná před vzdušnými útoky Spojenců. V důsledku náletu se Japonci rozhodli dobýt americkou základnu na Midway. V bitvě u Midway utrpěli porážku, která znamenala obrat ve válce v Pacifiku.

## Průběh náletu
Po dvou měsících intenzivního výcviku bylo dne 1. dubna 1942 naloženo na letadlovou loď Hornet šestnáct značně upravených bombardérů B-25B Mitchell s pětičlennými posádkami. Každé letadlo neslo přídavné nádrže paliva a čtyři pumy o hmotnosti 500 liber (227 kg): tři tříštivo-trhavé a jednu zápalnou. Obranná výzbroj byla omezená, aby váha letadel umožňovala vzlet z letadlové lodi. Přinejmenším některá letadla nesla dřevěné imitace kulometů, které měly odradit případného nepřítele od útoku.
Po několika dnech se Hornet spojila s eskortou torpédoborců a křižníků a také s letadlovou lodí Enterprise, jejíž stíhačky a průzkumná letadla měla poskytnout svazu ochranu (stíhačky Hornetu nemohly vzlétnout, dokud bombardéry byly na palubě).
Japonci však hlídkovali dále od ostrovů, než Američané předpokládali. 18. dubna byl svaz zpozorován japonským hlídkovým člunem ve vzdálenosti 1 050 km od Japonska, den před zamýšleným startem letadel. Američané člun dělostřelbou potopili, ale ten předtím stihl odvysílat zprávu o přítomnosti nepřátel, kterou Američané zachytili. Proto se Doolittle a kapitán Hornetu Marc Mitscher rozhodli pro okamžitý start, ačkoli byli o 320 km dále od Japonska, než odkud plánovali zaútočit. Letadlům proto hrozil nedostatek paliva.
Ačkoli nikdo z pilotů předtím nestartoval z letadlové lodě, všem šestnácti letadlům se podařilo bezpečně vzlétnout. Letěla těsně nad hladinou, aby se vyhnula detekci. Kolem poledne svrhla většina letadel bomby na Tokio. Po jednom letadlu letělo místo toho na města Jokohama, Kóbe, Ósaka a Nagoja. Cílem útoku byly vojenské objekty a továrny, ale několik letadel svrhlo bomby na obytné čtvrti. Některá letadla se setkala s lehkou protileteckou palbou a stíhačkami, ale žádné nebylo vážněji poškozeno.

## Po náletu
Jeden bombardér, který měl nejméně paliva, letěl do Sovětského svazu, protože to byla nejbližší země neobsazená nepřáteli. Tam však bylo letadlo zabaveno a posádka internována. Podařilo se jí však uprchnout do Íránu. Šlo o nejdelší misi, jakou kdy letěl bombardér B-25 Mitchell.
Ostatních patnáct bombardérů letělo do neobsazené části Číny za velmi obtížných podmínek: počasí se rychle zhoršovalo, blížila se noc a docházelo palivo. Posádky nouzově přistály nebo vyskočily v Číně, mnozí ale v Japonci obsazené části Číny.
Většina posádek se dostala do bezpečí, často za pomoci čínských civilistů. Japonci při pátrání po amerických posádkách zahájili če-ťiangsko-ťiang-sijské tažení, aby zastrašili obyvatele, kteří by mohli Američanům pomoci. Odhaduje se, že během něho bylo popraveno 250 000 civilistů.
Deset mužů bylo nezvěstných; později se zjistilo, že dva zahynuli při nouzovém přistání a osm bylo zajato Japonci. 19. března bylo v japonském rádiovém vysílání oznámeno, že osm Američanů bylo za nálet odsouzeno k smrti, ale že některým byl později rozsudek zmírněn na doživotní vězení. V tomto vysílání nebyla uvedena jména ani žádné podrobnosti. Japonci se v něm náletu vysmívali, nazývali jej „do-nothing raid“ a chlubili se, že několik bombardérů bylo sestřeleno (což ale nebyla pravda).
Plukovník Doolittle řekl ihned po náletu své posádce, že nálet byl velkým neúspěchem vzhledem ke ztrátě všech šestnácti bombardérů a malým škodám způsobeným nepříteli, a že očekává, že bude po návratu do Spojených států postaven před válečný soud. Tam mu bylo naopak uděleno válečné vyznamenání, stejně jako všem pilotům, vzhledem k tomu, jak výrazně nálet povzbudil morálku Američanů.

## Účinek náletu
Nálet způsobil malé materiální škody ve srovnání s pozdějšími útoky B-29 Superfortress. Když se však o něm dozvěděla americká veřejnost, posílilo to velmi její morálku. Ta byla snížena po úspěšném japonském útoku na Pearl Harbor a jeho následných územních ziscích.
Japonskou morálkou naopak velmi otřáslo to, že se prokázalo jak nedostatečně je zabezpečena zejména ochrana císaře Hirohita. To logicky vedlo ke stažení jisté části stíhaček z bitevní linie na domácí ostrovy k ochraně císaře. Japonci si nedovedli představit start B-25 z letadlové lodi. Zavládlo přesvědčení, že se jednalo o start z nejbližších amerických pozic, tj. z Midwaye. To velmi posílilo pozici admirála Jamamota, který již delší dobu prosazoval masivní útok na Midway. Obsazením Midwaye měl být vyprovokován střet amerického pacifického loďstva s japonskou přesilou. Tato bitva však skončila pro zemi vycházejícího slunce největší porážkou v dosavadních dějinách.